# Padec berlinskega zidu
Padec berlinskega zidu se je zgodil 9. novembra 1989 zvečer, ko so prebivalci Vzhodnega Berlina, ki so jih zahodnonemški mediji opozorili na odločitev vzhodnonemških oblasti, da za prehod v Zahodno Nemčijo (ZRN) ne bodo več zahtevali predhodnega dovoljenja, nenasilno izsilili odpiranje mejnih prehodov, vzpostavljenih med vzhodnim in zahodnim Berlinom. Tisto noč se je začelo prvo fizično uničevanje zidu. Prebivalci Vzhodnega Berlina so začeli hoditi v Zahodni Berlin, dostop do katerega jim je bil prepovedan in onemogočen skoraj trideset let, od izgradnje zidu 13. avgusta 1961. Tako so se prebivalci prvič po skoraj tridesetih letih srečali s svojimi sorodniki v zahodnem delu Berlina, po padcu zidu pa je bil organiziran koncert violončelista Mstislava Rostropoviča, ki je bil izveden pred ruševinami podrtega zidu.
Padec berlinskega zidu je bil posledica demonstracij proti komunističnemu režimu in ponovnega množičnega izseljevanja, ki je prizadela NDR v prejšnjih mesecih. Padec berlinskega zidu je pomenil tudi padec komunistične diktature in konec hladne vojne med vzhodnim in zahodnim blokom.
Padec berlinskega zidu je bil simboličen in pomemben korak obdobju novejše nemške zgodovine, ki se ga najpogosteje imenuje die Wende ("prelomnica") ali die friedliche revolucion (mirna revolucija), ki ga je omogočila nova politika Sovjetske zveze proti državam vzhoda, ki jih je leta 1985 ustanovil Mihail Gorbačov in ki so privedle do ponovne združitve Nemčij 3. oktobra 1990.

## Ozadje

### Odprava železne zavese
Odpravljanje železne zavese med Avstrijo in Madžarsko na Panevropskem pikniku 19. avgusta 1989 je sprožilo mirno reakcijo, na koncu katere ni bilo več Vzhodne Nemčije in je vzhodni blok razpadel. Obsežno oglaševanje načrtovanega piknika so s plakati in letaki naredili dopustniki NDR na Madžarskem. To je bilo največje gibanje za pobeg iz Vzhodne Nemčije od postavitve berlinskega zidu leta 1961. Po pikniku, ki je temeljil na ideji Otta von Habsburga, da bi preizkusil reakcijo Sovjetske zveze in Mihaila Gorbačova na odprtje meje, se je več deset na tisoče medijsko obveščenih vzhodnih Nemcev odpravilo na Madžarsko. Erich Honecker je za Daily Mirror dejal »Habsburžani so daleč v Poljsko razdeljevali letake, na katerih so bili vzhodnonemški dopustniki vabljeni na piknik. Ko so prišli na piknik, so dobili darila, hrano in nemške marke ter potem so jih prepričali, da pridejo na Zahod." Vodstvo NDR v Vzhodnem Berlinu si ni upalo popolnoma blokirati meja lastne države, Sovjetska zveza pa se sploh ni odzvala. Tako je bil okvir vzhodnega bloka razbit.
Po koncu poletja 1989 so begunci do začetka novembra našli pot na Madžarsko preko Češkoslovaške ali preko zahodnonemškega veleposlaništva v Pragi.
Izseljevanje je bilo sprva tolerirano zaradi dolgoletnih dogovorov s komunistično češkoslovaško vlado, ki so dovoljevali prosto potovanje čez skupno mejo. Vendar je to gibanje ljudi postalo tako veliko, da je povzročilo težave obema državama. Poleg tega se je Vzhodna Nemčija trudila poravnati plačila tujih posojil; Egon Krenz je poslal Alexandra Schalck-Golodkowskega, da je Zahodno Nemčijo neuspešno prosil za kratkoročno posojilo za plačilo obresti.

### Politične spremembe v Vzhodni Nemčiji
18. oktobra 1989 je dolgoletni voditelj Socialistične enotne stranke Nemčije (SED) Erich Honecker odstopil s položaja predsednika Vzhodne Nemčije, v korist Krenza. Honecker je bil do takrat že resno bolan in tisti, ki so ga želeli nadomestiti, so bili sprva pripravljeni počakati na "biološko rešitev", vendar so bili do oktobra prepričani, da so politične in gospodarske razmere pretežke. Honecker je odobril izbiro in imenoval Krenza v svojem odstopnem govoru za njegovega naslednika. Čeprav je Krenz v svojem prvem javnem govoru obljubil reforme, je vzhodnonemška javnost menila, da sledi politiki svojega predhodnika, javni protesti z zahtevo po njegovem odstopu pa so se nadaljevali. Kljub obljubam o reformah je javno nasprotovanje režimu še naprej naraščalo.
1. novembra je Krenz dovolil ponovno odprtje meje s Češkoslovaško, ki je bila zaprta, da bi preprečili Vzhodnim Nemcem beg v Zahodno Nemčijo. 4. novembra so potekale demonstracije na Alexanderplatzu.
Ministrstvo za notranje zadeve je 6. novembra objavilo osnutek novih predpisov o potovanjih, ki so kozmetično spremenili pravila iz Honeckerjevega vladanja, pri čemer je postopek odobritve ostal nepregleden in ohranil negotovost glede dostopa do tuje valute. Osnutek je razjezil navadne državljane, župan Zahodnega Berlina Walter Momper pa ga je označil za "popolne smeti". Na stotine beguncev se je zbralo na stopnišču zahodnonemškega veleposlaništva v Pragi, kar je razjezilo Čehoslovake, ki so grozili, da bodo zaprli vzhodnonemško-češkoslovaško mejo.
7. novembra je Krenz odobril odstop predsednika vlade Willija Stopha in dveh tretjin politbiroja; vendar pa je Centralni komite Krenza soglasno ponovno izvolil za generalnega sekretarja.

### Nova vzhodnonemška politika o izseljevanju
19. oktobra je Krenz prosil Gerharda Lauterja, naj pripravi osnutek nove politike za potovanje državljanov izven države. Lauter je bil nekdanji častnik ljudske policije. Potem, ko je hitro napredoval, je bil pred kratkim imenovan na položaj pri ministrstvu za notranje zadeve ("Home Office" / "Department of the Interior") kot vodja oddelka, odgovornega za izdajanje potnih listov in registracijo državljanov.
Na seji politbiroja 7. novembra je bilo sklenjeno, da se nemudoma sprejme del osnutka potovalnih predpisov, ki obravnava trajno izseljevanje. Sprva je politbiro načrtoval vzpostavitev posebnega mejnega prehoda v bližini Schirndinga posebej za to emigracijo. Uradniki ministrstva za notranje zadeve in birokrati Stasija, zadolženi za pripravo novega besedila, pa so ugotovili, da to ni izvedljivo, in sestavili so novo poročilo, ki se je nanašalo tako na izseljevanje kot na začasna potovanja. Določalo je, da lahko državljani Vzhodne Nemčije zaprosijo za dovoljenje za potovanje v tujino, ne da bi morali izpolnjevati prejšnje zahteve za ta potovanja. Politbiro, ki ga je vodil Krenz, je 9. novembra sklenil, da bo olajšal težave, da beguncem dovoli neposreden izstop prek mejnih prehodov med Vzhodno in Zahodno Nemčijo, vključno med Vzhodnim in Zahodnim Berlinom. Kasneje istega dne je ministrska administracija predlog spremenila tako, da je vključila zasebno, povratno potovanje. Novi predpisi naj bi začeli veljati naslednji dan.

## Dogodki

### Napačno obveščene javne objave
Objava predpisov, ki so zrušili zid, je potekala na enourni tiskovni konferenci, ki jo je vodil Günter Schabowski, vodja stranke v vzhodnem Berlinu in najvišji predstavnik vlade, ki se je začela 9. novembra ob 18. uri po srednjeevropskem času in je bila v živo predvajana na Vzhodni nacionalni nemški televiziji ter tudi radiju. Schabowskemu so se pridružili minister za zunanjo trgovino Gerhard Beil ter člana centralnega komiteja Helga Labs in Manfred Banaschak.
Schabowski ni bil vključen v razprave o novih predpisih in ni bil v celoti posodobljen. Tik pred tiskovno konferenco mu je Krenz izročil obvestilo o spremembah, ni pa dobil nadaljnjih navodil, kako ravnati s temi informacijami. Besedilo je določalo, da lahko državljani Vzhodne Nemčije zaprosijo za dovoljenje za potovanje v tujino, ne da bi morali izpolnjevati prejšnje zahteve za ta potovanja, dovoljeno pa je bilo tudi trajno izseljevanje med vsemi mejnimi prehodi – vključno s tistimi med Vzhodnim in Zahodnim Berlinom.
Ob 18:53, ob koncu tiskovne konference, je Riccardo Ehrman iz ANSA vprašal, ali je bil osnutek zakona o potovanjih z dne 6. novembra napaka. Schabowski je dal zmeden odgovor, ki je trdil, da je to potrebno, ker je Zahodna Nemčija izčrpala svoje zmogljivosti za sprejem bežečih Vzhodnih Nemcev, nato pa se je spomnil sporočila, ki ga je prejel, in dodal, da je bil pripravljen nov zakon, ki dovoljuje trajno izseljevanje na katerem koli mejnem prehodu. To je povzročilo razburjenje: Med več vprašanji hkrati je Schabowski izrazil presenečenje, da novinarji tega zakona še niso videli, in začel brati iz sporočila. Po tem ga je poročevalec vprašal, kdaj bodo predpisi začeli veljati. Po nekajsekundnem molčanju je Schabowski odgovoril: "Kolikor vem, začne veljati takoj, brez odlašanja" (nem. Das tritt nach meiner Kenntnis ... ist das sofort ... unverzüglich). To je bila očitna domneva, ki temelji na uvodnem odstavku opombe; ko je Beil poskušal vmešati, da mora Svet ministrov odločiti, kdaj bo začela veljati, je Schabowski nadaljeval z branjem te klavzule, ki je navajala, da velja, dokler Volkskammer ne bo sprejel zakona o tej zadevi.  Bistveno pa je nato novinar vprašal, ali uredba velja tudi za prehode proti Zahodnemu Berlinu.  Schabowski je skomignil z rameni in prebral 3. točko opombe, kar je potrdilo, da je tako.
Kmalu je Daniel Johnson iz revije The Daily Telegraph vprašal, kaj ta zakon pomeni za Berlinski zid. Schabowski je sedel na miru, preden je podal izjavo o tem, da je zid povezan s širšim vprašanjem razorožitve. Tiskovno konferenco je nato končal takoj ob 19:00, ko so novinarji odšli iz sobe.
Po tiskovni konferenci je Schabowski opravil intervju z voditeljem NBC News Tomom Brokawom, v katerem je ponovil, da se bodo Vzhodni Nemci lahko izseljevali prek meje in da bodo predpisi stopili v veljavo takoj.

### Širjenje novic
Novica se je takoj začela širiti: zahodnonemška Deutsche Presse-Agentur je ob 19.04 izdala poročilo, v katerem je poročala, da bodo državljani Vzhodne Nemčije lahko "takoj" prestopili notranjo nemško mejo. Odlomke s tiskovne konference Schabowskega so tiste noči predvajali dve osrednji informativni oddaji Zahodne Nemčije – ob 19.17 na ZDF-jevi heute, ki je bila na sporedu ob koncu tiskovne konference, in kot glavna novica ob 20. uri na ARD-ovi oddaji Tagesschau. Ker sta ARD in ZDF od poznih 1950-ih oddajala v skoraj vsej Vzhodni Nemčiji, sta bila veliko bolj gledana kot vzhodnonemški kanali in so ju vzhodnonemške oblasti sprejele, je večina prebivalstva tako izvedela novice. Kasneje tisto noč je voditelj Hanns Joachim Friedrichs na ARD-ovi oddaji Tagesthemen izjavil: "Ta 9. november je zgodovinski dan. NDR je oznanila, da so njene meje od takojšnjega začetka odprte za vse. Vrata v zidu so na stežaj odprta."

### Molitve za mir v cerkvi sv. Nikolaja
Kljub politiki državnega ateizma v Vzhodni Nemčiji, je krščanski pastor Christian Führer od leta 1982 redno organiziral svojo kongregacijo v cerkvi sv. Nikolaja za molitev. V naslednjih sedmih letih se je cerkvena kongregacija povečala, kljub temu, da so oblasti zaprle sosednje ulice, in po bogoslužju so potekali mirni pohodi ob svečah. Tajna policija je grozila s smrtjo in celo napadla nekatere pohodnike, vendar so se množice še vedno zbirale. Policijske in vojaške enote so 9. oktobra 1989 dobile dovoljenje za uporabo sile proti zbranim, vendar to ni preprečilo izvedbe cerkvenega bogoslužja in pohoda, na katerem se je zbralo 70.000 ljudi in na katerem ni nihče utrpel streljanja.

### Množica na meji ob zidu
Ko so slišali za novice 9. novembra, so se Vzhodni Nemci začeli zbirati ob zidu, na šestih kontrolnih točkah med vzhodnim in zahodnim Berlinom, ter zahtevali, da mejni policisti takoj odprejo vrata. Presenečeni in pretreseni pazniki so o težavi opravili številne burne telefonske klice svojim nadrejenim. Sprva so jim ukazali, naj poiščejo »agresivnejše« ljudi, ki so se zbrali pred vrati, in jim v potne liste odtisnejo poseben žig, ki jim prepoveduje vrnitev v Vzhodno Nemčijo – pravzaprav, da jim odvzamejo državljanstvo. Vendar je to še vedno pustilo na tisoče ljudi, ki so zahtevali, da jih spustijo skozi, "kot je rekel Schabowski, da lahko". Kmalu je postalo jasno, da nihče med vzhodnonemškimi oblastmi ne bo  prevzel osebne odgovornosti za izdajanje ukazov o uporabi smrtonosne sile, tako da številčno premočni vojaki niso mogli zadržati ogromne množice vzhodnonemških državljanov. Mary Elise Sarotte je v časopisu Washington Post iz leta 2009 niz dogodkov, ki so privedli do padca zidu, označila za nesrečo, rekoč: "Eden najpomembnejših dogodkov prejšnjega stoletja je bila v resnici nesreča, polkomična in birokratska napaka, ki dolguje toliko zahodnim medijem kot tokovom zgodovine."

### Odprtje meje
Končno je 9. novembra ob 22.45 Harald Jäger, poveljnik mejnega prehoda Bornholmer Straße, popustil in dovolil stražarjem, da odprejo kontrolne točke in spustijo ljudi skozi brez preverjanja identitete. Ko so pridrveli skozi, jih je med divjim veseljem pozdravil Wessis, ki je čakal s cvetjem in šampanjcem. Kmalu zatem je množica Zahodnih Berlinčanov skočila na vrh zidu in kmalu so se jim pridružili vzhodnonemški mladeniči. Večer 9. novembra 1989 je zaslovel kot noč, ko je padel berlinski zid.

Še en mejni prehod proti jugu so morda odprli že prej. Pripoved Heinza Schäferja kaže, da je nekaj ur prej ukazal odpreti vrata v Waltersdorf-Rudowu. To lahko pojasni poročila o tem, da so se Vzhodni Berlinčani pojavili v Zahodnem Berlinu pred odprtjem mejnega prehoda Bornholmer Straße. 
- Sprehod skozi Checkpoint Charlie, 10. november 1989.
- Pri Brandenburških vratih, 10. november 1989.
- Žongliranje na steni zidu 16. novembra 1989.
- "Mauerspecht" (november 1989).
- Padec zidu (november 1989).
- Praznovanje na mejnem prehodu v okrožju Schlutup v Lübecku.

### Rušenje zidu
Rušenje berlinskega zidu se je začelo 9. novembra 1989 zvečer in se nadaljevalo v naslednjih dneh in tednih, pri čemer so ljudje z vzdevkom Mauerspechte (zidovci) uporabljali različna orodja za odstranjevanje spominkov, pri tem pa rušili dolge dele in ustvarili več neuradnih mejnih prehodov.
Televizijskemu poročanju državljanov, ki so 9. novembra rušili dele zidu, je kmalu sledil vzhodnonemški režim, ki je napovedal odprtje desetih mejnih prehodov, vključno z zgodovinsko pomembnimi lokacijami Potsdamer Platz, Glienicker Brücke in Bernauer Straße. Množice so se zbrale na obeh straneh zgodovinskih prehodov in več ur čakale, da bi pozdravile buldožerje, ki so podrli dele zidu, da bi ponovno povezali zaprte ceste. Medtem, ko je zid uradno ostal varovan z vse manj intenzivnostjo, se je odprtje novih mejnih prehodov nadaljevalo še nekaj časa. Sprva so vzhodnonemške obmejne čete poskušale popraviti škodo, ki so jo povzročili "ozirji"; postopoma so se ti poskusi prenehali, straže pa so postale bolj popustlivejše, tolerirale so vse pogostejše rušenje in »nedovoljeno« prehajanje meje skozi luknje v zidu.

### Srečanje predsednikov vlad
Brandenburška vrata ob Berlinskem zidu so bila odprta 22. decembra 1989; tistega dne je zahodnonemški kancler Helmut Kohl stopil skozi vrata in pozdravil ga je vzhodnonemški premier Hans Modrow. Zahodnim Nemcem in Zahodnim Berlinčanom je bilo od 23. decembra dovoljeno potovanje brez dovoljenja. Do takrat so lahko obiskovali Vzhodno Nemčijo in Vzhodni Berlin le pod restriktivnimi pogoji, ki so vključevali prošnjo za vizum več dni ali tednov vnaprej in obvezno menjavo najmanj 25 DM na dan načrtovanega bivanja, kar je oviralo vse spontane obiske. Tako so lahko v tednih med 9. novembrom in 23. decembrom Vzhodni Nemci dejansko potovali svobodneje kot Zahodnjaki.

### Dokončna zrušitev
13. junija 1990 so vzhodnonemške obmejne enote uradno začele z rušenjem zidu z začetkom na Bernauer Straße in okoli okrožja Mitte. Od tam se je rušenje nadaljevalo skozi Prenzlauer Berg/Gesundbrunnen, Heiligensee in po celotnem mestu Berlin vse do decembra 1990. Po ocenah obmejnih enot je bilo z rušenjem skupno proizvedenih okoli 1,7 milijona ton gradbenih ruševin. Neuradno naj bi Bornholmer Straße začeli rušiti zaradi gradbenih del na železnici. To je vključevalo skupno 300 mejnih straž NDR in – po 3. oktobru 1990 – 600 pionirjev Bundeswehra. Ti so bili opremljeni s 175 tovornjaki, 65 žerjavi, 55 bagri in 13 buldožerji. Skoraj vse ceste, ki jih je prečkal Berlinski zid, vse ceste, ki so nekoč povezovale Zahodni Berlin z Vzhodnim Berlinom, so bile rekonstruirane in ponovno odprte do 1. avgusta 1990. Samo v Berlinu je bilo 184 km zidu, 154 km mejne ograje, 144 km signalnih sistemov in 87 km pregradnih jarkov je bilo odstranjenih. Ostalo je samo šest delov, ki naj bi jih ohranili kot spomenik. Različne vojaške enote so podirale rušenje mejnega zidu Berlin/Brandenburg in delo zaključile novembra 1991. Poslikane stenske segmente z umetniško dragocenimi motivi so leta 1990 dali na dražbo v Berlinu in Monte Carlu.
1. julija 1990, na dan, ko je Vzhodna Nemčija prevzela zahodnonemško valuto, so bile ukinjene vse mejne kontrole, čeprav je mednemška meja nekaj časa pred tem postala brez pomena. Rušenje zidu je bilo zaključeno do konca leta 1994.

Padec zidu je pomenil prvi kritični korak k ponovni združitvi Nemčije, ki se je uradno zaključila le 339 dni pozneje, 3. oktobra 1990, z razpadom Vzhodne Nemčije in uradno ponovno združitvijo nemške države po demokratičnih načelih zahodnonemškega temeljnega zakona. 
- Vzhodnonemški stražar se pogovarja z Zahodnjakom skozi počen šiv v zidu konec novembra 1989.
- Žerjav pri odstranjevanju dela zidu blizu Brandenburških vrat, 21. december 1989.
- Skoraj vsi preostali odseki se hitro začeli krušiti (december 1990).
- Zahodni Nemci gledajo vzhodnonemške mejne straže skozi luknjo v zidu 5. januarja 1990.
- Kratek del berlinskega zidu na Potsdamer Platzu, marec 2009
- Kos betonskega dela zidu na voljo na ogledu.

### Mednarodna opozicija
Francoski predsednik François Mitterrand in britanska premierka Margaret Thatcher sta nasprotovala padcu berlinskega zidu in morebitni ponovni združitvi Nemčije, saj sta se bala morebitnih nemških načrtov za svoje sosednje države z uporabo svoje povečane moči. Septembra 1989 je Margaret Thatcher zasebno zaupala sovjetskemu generalnemu sekretarju Mihailu Gorbačovu, da želi, da sovjetski voditelj stori vse, kar lahko, da bi to ustavil:
Ne želimo združene Nemčije. To bi povzročilo spremembo povojnih meja in tega ne moremo dovoliti, ker bi takšen razvoj spodkopal stabilnost celotnega mednarodnega položaja in lahko ogrozil našo varnost. 
Po padcu berlinskega zidu je François Mitterrand posvaril Margaret Thatcher, da bi združena Nemčija lahko pridobila več ozemlja, kot ga je kadarkoli zavzel Adolf Hitler, in da bo Evropa zaradi tega nosila posledice.